# Prowincja Kamphaeng Phet
Kamphaeng Phet (taj. กำแพงเพชร) – jedna z prowincji (changwat) Tajlandii. Sąsiaduje tylko z  prowincjami Sukhothai, Phitsanulok, Phichit, Nakhon Sawan i Tak.